# Styela ordinaria
Styela ordinaria är en sjöpungsart som beskrevs av Monniot 1985. Styela ordinaria ingår i släktet Styela och familjen Styelidae. Inga underarter finns listade i Catalogue of Life.